# Дюженко, Юрий Фёдорович
Юрий Фёдорович Дюженко (12 марта 1925, Туапсе — 13 октября 2012, Москва) — советский, российский художник.

## Биография
Детство и школьные годы прошли в Ленинграде. Занимался рисунком и живописью в изостудии Дома архитектора.
В 1942 году был призван в армию; в составе батальонного взвода противотанковых орудий участвовал в боях на Курской дуге, освобождал Киев. В 1944 году тяжело ранен в бою за освобождение Винницы; демобилизован в звании сержанта. Удостоен боевых наград.
В 1950 году окончил Институт живописи, скульптуры и архитектуры им. И. Е. Репина (факультет искусствоведения), в 1954 — аспирантуру там же.
В 1954—1965 годы заведовал кафедрой истории искусства Харьковского художественного института; одновременно был заместителем директора Харьковского музея изобразительного искусства. С 1965 года жил в Москве, работал заместителем по научной работе директора Музеев Московского Кремля, преподавал на кафедре истории искусства МГХПА им. С. Г. Строганова — читал курс истории промышленного искусства, а также спецкурсы истории монументально-декоративной живописи. Более 10 лет работал на кафедре философии Московского текстильного института.
С 1981 года и до конца жизни — председатель комиссии художников-ветеранов войны Московского союза художников, организовал несколько сот больших и малых выставок военно-патриотической направленности. Являлся инициатором и президентом (1990—2000) Общества культурных связей между Украиной и Россией — творческого объединения «Ноосфера Радонеж».
Умер 13 октября 2012 года в Москве.

### Семья
Отец — Фёдор Николаевич Дюженко (1899—1969), архитектор-художник. Мать — Надежда Фёдоровна Дюженко (1899—1991).
Жена — Галина Александровна Дюженко (р. 1928), литературный редактор. Дети:
- Вадим Юрьевич Дюженко, иеромонах (монашеское имя Антоний), клирик Николо-Пешношского монастыря.
- Людмила.Юрьевна Князева (урожденная Дюженко), известный композитор. продюсер и педагог.

## Научная деятельность
В 1954 году в Институте имени Репина защитил кандидатскую диссертацию. Доцент (1957).
Автор монографий, очерков и статей о творчестве русских и советских художников.

### Избранные труды
- Дюженко Ю. Ф. [вступ.ст.] // Виставка малюнків «По Кубі» художників В.І.Віхтинського, О. В. Вяткіна, Л.І.Чернова : каталог / склав А. В. Ліфшиц, Харківське обласне товариство художників, Харківський держ. музей образотворчого мистецтва. — Харків: Прапор, 1965. — 23 с.
- Дюженко Ю. Ф. Оружие нашей Победы // Алтарь Отечества : Альманах. — М., 2015. — Т. 5. — С. 41—47.
- Дюженко Ю. Ф. Федор Александрович Васильев. [1850—1873]. — Л.: Художник РСФСР, 1973. — 56 с. — (Массовая библиотечка по искусству).
- Дюженко Ю. Ф. Творчество Ф. А. Васильева : Автореф. дис. … канд. искусствоведения / Акад. художеств СССР. Ин-т живописи, скульптуры и архитектуры им. И. Е. Репина. — Л., 1954. — 20 с.
- Дюженко Ю. Ф., Черепанов Ю. А. Произведения участников Великой Отечественной войны 1941—1945 : [в 3 кн.]. — М.: Московские учебники и Картолитография, 2005. — (Издательская программа Правительства Москвы).
- Михайло Степанович Ткаченко : каталог виставки творів до сторіччя з дня народження / складачі Ю. Ф. Дюженко, А. З. Житницький. — Харків: [б.в.], 1962. — 31 с.

## Творчество
Как живописец предпочитал пейзажи и натюрморты, реже писал портреты. В 1961 году принят в Союз художников СССР (Украины). В последние годы предпочитал технику пастели, портретный жанр; с 1999 года выполнил несколько десятков листов живописи об А. С. Пушкине. Создал и возглавлял Общество любителей пастельной живописи.
Участвовал в московских, зональных и всероссийских художественных выставках, выставках работ художников — участников Великой Отечественной войны. Произведения Ю. Ф. Дюженко представлены в музеях и галереях страны, в частности, в Туапсинском художественном музее имени А. А. Киселёва, в галереях военных госпиталей, в народных картинных галереях.

### Персональные выставки
- 1962, Харьков — около 40 этюдов.
- 1985, Москва.
- 2003, Москва — «50 лет пастельной живописи Юрия Дюженко» (100 пастельных работ, выполненных с 1953 года)[1].
- 2005, Московский Союз художников — к 80-летнему юбилею[1] (работы за более чем полувековой период, в числе которых «Портрет А. С. Пушкина», «Андрей Первозванный», «Разговор с Космосом. В. И. Вернадский» и другие).
- 2010 — «Духовное наследие Победы» (выставочный зал «Северное Тушино»); посвящена 65-летию Победы и 85-летию художника.

## Награды
- Орден Славы III степени.
- медаль «За победу над Германией».
- Заслуженный работник культуры РСФСР (1985)[1].
- Орден Отечественной войны I степени (6.4.1985)[5].